# Пліснеський археологічний комплекс
Пліснеський археологічний комплекс — це унікальна сукупність різночасових пам'яток, насамперед середньовічної доби, які зараз знаходяться на території та в околицях села Підгірці, Золочівського району, Львівської області.

## Місцезнаходження
Пліснеський археологічний комплекс розташований на теренах мальовничих природних ландшафтів низькогірного пасма Вороняків — частини Гологоро-Кременецького кряжу. Це — унікальні ділянки незайманої природи, які увійшли до Національного природного парку «Північне Поділля».
Комплекс археологічних пам'яток знаходиться на території та в околицях села Підгірці, Золочівського району, Львівської області (мал.1). Він «лежить» на шляху від Золочівського до Підгорецького замків, що входять до складу популярного туристичного маршруту «Золота підкова Львівщини». Відстань від замку у Підгірцях до Пліснеська складає близько 1,5 км, а територію самого комплексу перерізає шосе Золочів–Броди.

## Історія вивчення
Початки вивчення Пліснеська сягають ще 1810 р. коли свої пошуки на пам'ятці проводили настоятель Підгорецького монастиря В. Компанєвич та чиновник Г. Гауер. У першій половиеі 1880-х рр. розкопки тут здійснював Т. Зємєнцький, а на початку ХХ ст. (1905, 1907 рр.) — Карел Гадачек. Їхні пошуки, загалом, йшли у руслі скарбошукацького періоду розвитку археологічної науки.
Перші кроки в бік фундаментального наукового вивчення пам'ятки здійснили 1940 р. (Ярослав Пастернак, Іван Старчук), однак їхньому продовженню завадила війна. В др. пол. 40-х рр. ХХ ст. широкомасштабними та планомірними дослідженнями Пліснеська займався І.Старчук . Саме він заклав основи систематичного вивчення пам'ятки. Згодом фундаментальне дослідження Пліснеська було перервано. У тр. чв. ХХ ст. на пам'ятці відбуваються обстеження (П. Раппопорт), або ж локальні розвідкові роботи (В. Гончаров, М. Кучера).
Нових обертів вивчення старожитностей Пліснеського археологічного комплексу набуває у 70–80 х рр. минулого століття за Р. Багрія. У 1980 р. фрагментарні роботи на пам'ятці провели М. Пелещишин та Р. Чайка, а у 1983 р. — І. Соломка, за участю І. Свєшнікова та Б. Возницького.
Окрім дослідників Інституту археології ЛНУ ім. І. Франка, вивченням старожитностей Пліснеського археологічного комплексу займаються наукові співробітники новоствореного Заповідника.
З 1990 р. по 2014 р. на Пліснеську працює археологічна експедиція під керівництвом Михайла Филипчука. Окремі дослідження монастирських старожитностей Пліснеська у 2007—2008 рр. проводила Н. Білас. У 2015 р. на теренах археологічного комплексу мали місце одразу дві експедиції (у північній частині Пліснеська роботи проводив — А. Филипчук, у південній — М. Филипчук). З 2016 по 2021 рр. тут працює археологічна експедиція Історико-культурного заповідника "Давній Пліснеськ" під керівництвом Андрія Филипчука.

## Структура Пліснеського археологічного комплексу
Нагромаджений у процесі польових досліджень обширний матеріал дозволив виділити та окремішньо простудіювати різні складові Пліснеського археологічного комплексу (мал. 2). Як виявилося, базовими пам'ятками слов'янського, давньоруського та пізньосередньовічного періодів тут виступають:
►давньослов'янський культовий центр кін. VII–Х ст. (ур. «Оленин Парк»);

►слов'янське городище ІХ–Х ст. (ур. «Побіч», «Поділ», «Кецарки», «Оленин Парк», «Замчисько», «Високе городиско», «Поруби»);

►давньоруське городище ХІІ–ХІІІ ст. (літописний Пліснеськ), (ур. «Оленин Парк», «Замчисько»);

►курганний могильник ХІ — поч. ХІІ ст. (ур. «Поруби»);

►Підгорецький («здавна іменований Пліснеський») монастир ХІІ–XVIII ст. (ур. «Оленин Парк» та «Високе городиско»).

Мал. 2. Структура Пліснеського археологічного комплексу (малюнок М. Филипчука).

Практично всі пам'ятки, хронологічно пізніші від культового місця, розташовані в межах укріпленої території слов'янського городища ІХ–Х ст. (близько 450 га). І лише частина курганних захоронень перекриває лінію захисту останнього з напільного (північного) боку. Іншими словами, в межах зазначеної території зберігся комплекс асинхронних, генетично споріднених археологічних пам'яток матеріальної і духовної культури, для кожної з яких притаманні специфічна топографія, планіграфія, стратиграфія, форма та функція, а також місце в системі заселення цього мікрорегіону протягом того чи іншого часу.

## Давньослов'янський культовий центр кінця VII–Х століть
Культове місце слов'янського періоду є найранішою пам'яткою серед ранньосередньовічних старожитностей Пліснеського археологічного комплексу. Ділянка, де розташований язичницький сакральний центр знаходиться в ур. «Оленин Парк». Сама пам'ятка займає викінчення мисового підвищення з ледь помітною південно-східною експозицією (форма наближена до овалу; за попередніми підрахунками площа язичницького центру сягає близько 0,3 га). По периметру культове місце обмежене як синхронними так і асинхронними земляними насипами (рештками фортифікацій слов'янського й давньоруського періодів).
Території пам'ятки неодноразово піддавалася безсистемним дослідженням впродовж ХІХ–ХХ ст. Однак, перші сакральні комплекси слов'янського часу в ур. «Оленин Парк» було відкрито вже 2009 р. Відтоді, впродовж наступних сезонів кількох років відбувається планомірне і послідовне вивчення території язичницького культового місця. Нині стали відомими низка культових асинхронних та синхронних об'єктів слов'янського часу на пам'ятці: «жертовні» ями, «жертовний пояс», будинки-контини, язичницький храм та ін. сакральні комплекси.

Мал. 3. Дослідження давньослов'янського культового центру у Пліснеську. Розкопки М. Филипчука 2012 р. (фото авторів).

Особливо актуальними є матеріали з розкопок т.зв. «жертовного поясу». Мова йде за вивчення решток ритуальних інгумаційних та кремаційних захоронень, що часто супроводжувалися численним інвентарем — прикрасами, елементами озброєння, ливарними формочками тощо.
Загалом, стратиграфічні спостереження та рухомий матеріал дають підстави попередньо віднести це культове місце до ост. чв. І тис. н. е. (сер. — кін. VII — кін. X ст.).

## Слов'янське городище ІХ–Х століть
Городище ІХ–Х ст. займає циркоподібну улоговину Гологоро-Кременецького кряжу між сс. Підгірці та Гутище Золочівського р-ну. Його південно-західні межі сягають перших житлових будівель хут. Пліснесько, які знаходяться ліворуч автодороги Золочів–Броди. Далі оборонні лінії охоплюють схили пагорбів, що простягаються паралельно до зазначеної дороги. Західні межі городища проходять по схилу підвищення та днищу глибокого яру. З північного (напільного) боку, межа пам'ятки окреслена валом та ровом, який проходить через урочище «Поруби» (раніше — «Погреби») вздовж дороги, що веде від автотраси Золочів–Броди до сучасних будівель Підгорецького монастиря. Зі сходу пам'ятка обмежена глибоким яром (ур. «Кицарки»), котрий простягається праворуч дороги Золочів–Броди. Окреслена ділянка, в тому числі й мисове підвищення, де знаходиться найбільша кількість ліній захисту складають територію слов'янського городища ІХ–Х ст.

Городище слов'янського часу характеризувалося полісною структурою . В час свого «розквіту», в кін. Х ст. максимальна площа укріпленої території городища доходила до 450 га. Її складали низка ділянок високого плато городища, обмежені аж семи внутрішніми лініями захисту, а також численними ділянками т.зв. «низького міста», що було обнесене великою кількістю відрізків зовнішньої лінії захисту . Дослідження оборонних рубежів дозволяють говорити, що у ІХ — пер. пол. Х ст. укріпленою площею слов'янського міста було виключно високе плато (насамперед терени «Олениного Парку», «Замчиська» та «Високого городиска»), а з сер. — др. пол. Х ст. укріплена територія поширювалася і на т.зв. «нижнє місто».
Одну з провідних ролей у полісній структурі Пліснеська слов'янського часу, впродовж ІХ–Х ст., відігравав культовий центр, локалізований в ур. «Оленин Парк». На території т.зв. «Дитинця» («Замчисько»), недалеко від сакрального осередку — знаходився ґрунтовий кремаційний могильник кін. ІХ–Х ст. та синхронний крематорій. Рештки ще одного кремаційного некрополя давніх слов'ян зафіксовані поблизу четвертої лінії захисту (валу № 5), на території «Високого городиска» . В межах укріпленої території високого плато та низького міста поширювалася численна житлово-господарська забудова.
Городище слов'янського періоду загинуло в кін. Х ст. Такий стан справ слід пов'язувати з походом Володимира Святославовича на хорватів у 992 (993) р.

## Давньоруське городище ХІІ–ХІІІ століть (Літописний Пліснеськ)

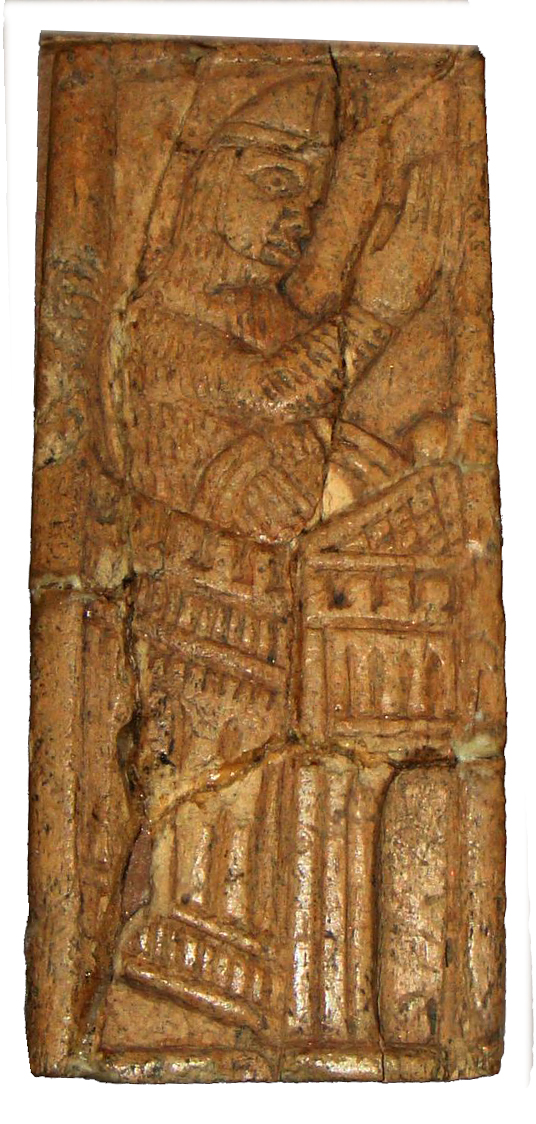
Мал. 6. Кістяна пластина із зображенням давньоруського воїна, віднайдена Я. Пастернаком під час розкопок Пліснеська у 1940 р. (фото авторів: М. Филипчука та А. Филипчука)

Городище ХІІ–ХІІІ ст. (літописний Пліснеськ) займає південну частину мисового підвищення в ур. «Оленин Парк» та «Замчисько». Із східної, південної та західної сторін воно оточене стрімкими схилами, а з північної — потрійною лінією оборони. В підніжжі зазначеного підвищення, у межах слов'янського городища, знаходяться супутні, до літописного Пліснеська, неукріплені синхронні селища.
Пам'ятка представлена залишками давньоукраїнського міста Пліснеськ, яке згадується двічі в літописах під 1188 і 1232 рр. і в «Слові о полку Ігоревім».
Слід зауважити, що у підоснові городища ХІІ–ХІІІ ст. знаходилося неукріплене поселення ХІ ст. Опісля спалення слов'янського Пліснеська військами Володимира Святославовича, життя на поселенні змінилося кардинально, проте не перервалося узагалі. Однак, усі дослідження оборонних ліній вказують на те, що фортифікації Пліснеська не існували протягом ХІ ст. Іншими словами, в цей час мало місце неукріплене поселення. Останнє було обмежене лініями захисту лише в кін. ХІ — на поч. ХІІ ст. Безперечно, що його оборонні рубежі давньоруського періоду спорудили на місці окремих не функціонуючих слов'янських ліній захисту. Місто будується за бургівським (замковим) зразком: дитинець — посад — окільний город; тобто, воно мало тричленну структуру.
Результати багаторічних досліджень дають нам підстави виділити два етапи в розвитку давньоруського Пліснеська: перший охоплює поч. ХІ — пер. тр. ХІІ, а другий — др. тр. ХІІ — сер. ХІІІ ст. Протягом першого етапу місту передувало відкрите поселення, а згодом, новосформоване городище складалося з дитинця, посаду та передмістя (окільної частини). Невід'ємною складовою цього комплексу був курганний некрополь, що знаходився на північ від міських стін в ур. «Поруби». Дитинець розташовувався в ур. «Замчисько» і займав площу до 3 га. Протягом ХІ — на поч. ХІІ ст. його територія була забудована заглибленими житловими спорудами. значно більших розмірів ніж в слов'янські часи . Другий етап давньоруського Пліснеська характеризується значним економічним піднесенням, що яскраво відображено в матеріальній та духовній культурі. Перш за все це проявляється у планувальній структурі «Дитинця» та «Середгороддя». В др. тр. ХІІ ст. на «Дитинці» з'являється новий тип житлово-господарських споруд (наземні).
Важливою складовою планувальної структури дитинця і посаду у др. пол. ХІІ ст. (ІІ етап) були інгумаційні ґрунтові могильники. В межах укріпленої території Пліснеська їх виявлено в чотирьох місцях: два — на т. зв. «Середгородді» і по одному — на «Дитинці» та в ур. «Церквиська». Вони закладалися на місці нефункціонуючих заглиблених (ІХ–ХІІ ст.) та наземних (поч. ХІІ ст.) жител, господарських ям, майстерень тощо . Наявність чотирьох могильників вказує на те, що поряд з ними мають бути залишки давньоруських церков. Яскравим підтвердженням сказаного є могильник на «Дитинці». За попередніми підрахунками, протягом ХХ–ХХІ ст. тут відкрито понад 170 ґрунтових інгумаційних поховань. Як правило, всі вони були без інвентарні і мали західну орієнтацію. У південно-західній частині кладовища (там, де виявлено асинхронні тілопокладення) в культурному шарі віднайдено чимало знахідок культового призначення, долівкові різноколірні полив'яні керамічні плитки, культовий інвентар тощо . До цього слід додати, що аналогічна ситуація спостерігалася і в ур. «Церквиська», де Р. С. Багрій виявив залишки фундаментів великої кам'яної споруди (церкви?) та низку поховань поблизу неї.
До речі, давньоруські поховання відомі й за межами укріплень давньоруського міста . Мова, зокрема йде про ґрунтові інгумаційні поховання поблизу першої та п'ятої ліній захисту. У 2015 р. А. Филипчуку також вдалося відкрити ще одне раннє християнське захоронення ХІІІ ст. у підніжжі першої лінії захисту.

## Курганний могильник ХІ— початку ХІІ століття
Динамізм І етапу давньоруського періоду Пліснеська проявляється і в духовній культурі: в цей час проходить зміна поховального обряду (від язичницького до християнського). Яскравим свідченням висловленого є функціонування курганного могильника з кремаційними та інгумаційними похованнями в ур. «Поруби» . Він розташований в північній частині комплексу. Площа його поширення перекриває зовнішню лінію захисту слов'янського городища ІХ–Х ст. З північної сторони (в кінці минулого століття) частину могильника зруйновано глиняним кар'єром цегельного заводу, а з південної — знищено розкопками скарбошукачів й дослідників у ХІХ–ХХ ст. та оранкою. На сьогодні тут налічується 142 насипи, з яких близько 70 мають зовнішні ознаки руйнувань, завданих скарбошукачами.
Могили представлені куполоподібними насипами, часто з малим ровом біля підніжжя. Їхня середня висота сягає 1 м, а діаметр — від 4 до 10 м. Насипи віддалені один від одного на 2 і більше метри, але є випадки, коли вони сходяться підосновами. У різних частинах могильника археологи відкривали значну кількість кремаційних та інгумаційних підкурганних поховань. Переважна більшість поховань були все ж інгумаційними, при чому, окрім одиничних, траплялися й парні, які виявились особливо багатими на знахідки.
На основі аналізу озброєння дослідники інколи відносили курганний могильник у Пліснеську до слов'янського часу . Як виявилося під час подальшого опрацювання супровідного матеріалу і, зокрема, прикрас, всі вони датуються ХІ–ХІІ ст., при тому, що на більшості з них простежуються варязькі впливи . Могильник належав варязькій дружині київського князя (що осіла тут опісля походу на хорватів), а згодом і їхнім слов'янізованим нащадкам.
Загалом, курганний могильник в ур. «Поруби» був невід'ємною складовою бургівської структури Пліснеського городища в кін. ХІ — сер. ХІІ ст. (дитинець — посад — окільне місто + курганний некрополь).

## Підгорецький («здавна іменований Пліснеський») монастир ХІІ–XVIII століття
З др. пол. ХІІ ст. планувальна структура давньоруського міста дещо видозмінилася. До дитинця, посаду та окільного граду долучився ще й монастир. Ще в позаминулому столітті в церковній літературі його називали Підгорецьким («здавна іменований Пліснеським»).
За попередніми даними час заснування монастиря припадає на кін. ХІІ ст. На користь такої дати свідчать перш за все писемні та лінгвістичні джерела. Зокрема, з давнім Пліснеськом пов'язана легенда про княжну Олену, яка тут заснувала монастир. Як вказував у свій час Р. Заклинський під час побудови теперішнього монастиря (1706 р.) на кам'яній плиті у монастирській церкві був напис: «GELSISSIMA PRICIPISSA HELENA M • DUCIS WSEWOLDI FILIA • ANNO 1180 • HOC MONASTERIUM PRIMO FUNDAVIT: …» («Вдячна княжна Олена, дочка князя Всеволода, у 1180 році цей монастир вперше заснувала»). До речі, ця мармурова плита із написом латинською мовою, ще й зараз збереглася на лівій (внутрішній) стіні монастирської церкви. Дослідники припускають, що основою для запису, який виконано на початку XVIII ст., ймовірно слугував давніший текст, що міг зберігатися в попередній церкві.

Мал. 8. Діюча церква Підгорецького монастиря ЧСВВ (фото М.Филипчука).

Базуючись на результатах археологічних досліджень та топонімічних даних в кін. ХІІ ст. монастирська територія, швидше за все, знаходилася в ур. «Оленин Парк». Під час проведення рекультиваційних робіт у 2007 р. експедиція Інституту археології ЛНУ ім. І. Франка під керівництвом М. Филипчука виявила в «Олениному Парку» ймовірні залишки культової споруди — монастирської дерев'яної церкви ХІІ–ХІІІ ст. , яка у давньоруський період, звісно ж, входила до структури тогочасного укріпленого поселення. У 2007 р., під час рятівних археологічних робіт, навпроти дзвіниці монастирської церкви експедицією під керівництвом Н. Білас було зафіксовано та досліджено фундаменти, а також підвальні приміщення великої кам'яної церкви, яка поза всякими сумнівами, була попередницею сучасної. Іншими словами, вона могла функціонувати з сер. XVII до кін. XVIII ст. Низку нових даних про культові середньовічні старожитності на терені сучасного монастиря ЧСВВ було отримано в результаті робіт 2011–14 рр. А ось у 2009 р. взагалі вдалося відкрити залишки ще двох церков, які з великою долею достовірності можна віднести до функціонування Пліснеського монастиря з кін. ХІІ ст. — до кін. XVIII ст.

## Юридичний статус складових археологічного комплексу
Добра збереженість комплексу археологічних пам'яток у Пліснеську не в останню чергу пояснюється й державною політикою у сфері охорони культурної спадщини. Так, у зв'язку із великою значимістю пам'ятки Постановою Ради міністрів Української РСР № 711 від 21 липня 1965 р. («Про затвердження списку пам'ятників мистецтва, історії та археології Української РСР») городище було взято під охорону держави. Згідно тогочасної нумерації городищу (Х–ХІІІ ст.) присвоєно охоронний № 68 . Його територія була вилучена із земельного обігу і відведена під сінокіс. Значення пам'ятки було визначене як республіканське (Української РСР).

Згодом, Постановою Кабінету Міністрів України № 1761 від 27 грудня 2001 р. («Про занесення пам'яток історії, монументального мистецтва та археології національного значення до Державного реєстру нерухомих пам'яток України») Пліснеське городище (доби Київської Русі) було віднесено до пам'яток археології національного значення, а поряд з ним окрему пам'ятку археології національного значення посів й курганний могильник (теж періоду Київської Русі).
У зв'язку із введенням в дію Постанови Кабінету Міністрів України № 928 від 3 вересня 2009 р. («Про занесення об'єктів культурної спадщини національного значення до Державного реєстру нерухомих пам'яток України») обидві вищезгадані Постанови відтак втратили свою юридичну силу. Згідно нового документу (928-2009-п) до Державного реєстру нерухомих пам'яток України було віднесено такі об'єкти культурної спадщини національного значення (пам'ятки археології), як городище VIII—XIII ст. (охоронний номер 130011–Н) та курганний могильник ХІ–ХІІ ст. (охоронний номер 130012–Н).
Віднедавна, рішенням XXXV сесії VI-го скликання Львівської обласної ради від 15 вересня 2015 р. (№ 1449) було створено '''Історико-культурний заповідник «Давній Пліснеськ»'''. Відтак, територія Пліснеського археологічного комплексу (близько 450 га) стане Заповідною.

## Додатково
■□ Назва «Пліснеськ» може походити від загальнослов'янського «Pleso» — «стоячі води», «озеро». У південно-західній ділянці слов'янського городища, де свої витоки бере струмочок Західний Бужок (притока Західного Бугу), до сих пір є великі заболочені місцевості — колись великої заплави вказаної водної артерії.

■□ Площа давньослов'янського міста Пліснеськ наприкінці Х ст. сягала близько 450 га. Це майже в 45 разів більше за тогочасний Київ.

■□ Літописне місто Пліснеськ двічі згадувалося в літописах (під 1188 і 1232 рр.) та в «Слові о полку Ігоревім…».
У літописі, в записі під 1188 р. говориться про те, що «Роман [волинський князь Роман Мстиславович] тим часом випросився у тестя свого Рюрика [піти] на Галич, кажучи йому: „Ведуть мене галичани до себе на княжіння. Пусти-но зі мною сина свойого Ростислава“. І Рюрик послав із ним сина свого і Славна Борисовича, воєводу. Роман тоді вперед послав воїв до [города] Пліснеська, щоб вони спершу напали на Пліснеськ. Але вони [городяни], заперлися, а угри й галичани заскочили їх, [воїв Романових], коло Пліснеська, тих захопили, а другі втекли».

Другий запис у літописі припадає на квітень 1233 р.: «А як з'явилась трава, то Данило пішов із братом і з Олександром [до города] Пліснеська. І, прийшовши, він узяв його од [бояр] Ярбузовичів здобич велику і вернувся у Володимир». Тут літописець сповіщає про похід на Пліснеськ князів Данила Рамановича та Олександра Белзького і про їхню перемогу над пліснеськими боярами Арбузовичами, які не хотіли визнавати їхню владу над собою. Князі взяли в Пліснеську велику здобич і повернулися до Володимира на Волині.

В іншому творі давньоруської доби — у «Слові о полку Ігоревім…» — Пліснеськ зустрічається в дещо містифікованій сцені, у тій частині твору, де розповідається про зловіщий сон князя Святослава напередодні невдалого походу руських князів проти половців.

■□ Усього на теренах Галичини, Західного Поділля та Буковини відомо чотири слов'янські кремаційні ґрунтові некрополі ІХ–Х ст. Два з них віднайдено саме у Пліснеську…

■□ За насиченістю та збереженістю оборонних рубежів Пліснеське городище ІХ–Х ст. практично не має аналогів серед синхронних слов'янських укріплених поселень…

■□ Особливе місце в системі захисту городища ІХ–Х ст. відігравали зовнішні лінії оборони. Їхньою характерною ознакою було те, що вони «ламалися/вигиналися» через кожні 12–14 м під кутом 145—155°. На «зламі» таких укріплень у 1990 р. М. Филипчук зафіксував наземні прибудови до валу, у вигляді зрубних будівель із опалювальними пристроями (вогнищевими ямами). Подібна система розташування прибудов дозволяла, між іншим, вести фланкуючий обстріл із метальної зброї.

■□ Оскільки на археологічному матеріалі вдається простежити усі ланки історичного розвитку Підгорецького монастиря ЧСВВ, він претендує на статус одного з найдавніших в Україні, чий розвиток був практично безперервним…